# Championnat d'Andorre de football 2024-2025
Navigation
Saison 2023-2024 Saison 2025-2026
La saison 2024-2025 de Primera Divisió ou Lliga Multisegur Assegurances est la trentième édition du championnat andorran de football, le plus haut niveau du football andorran organisé par la Fédération d'Andorre de football.
À l'issue de la saison, le champion se qualifie pour le premier tour de qualification de la Ligue des champions 2025-2026. Le vainqueur de la Coupe de la Constitution et le deuxième se qualifient pour le premier tour de qualification de la Ligue Conférence 2025-2026.

## Équipes participantes

### Les équipes en 2024-2025
| Club              | Ville              | Entraîneur         | Stade          | Capacité |
| ----------------- | ------------------ | ------------------ | -------------- | -------- |
| Atlètic Escaldes  | Escaldes-Engordany | Saturnino Aguilera | Estadi Comunal | 1 800    |
| CF Esperança      |                    | Óscar Monteagudo   | Estadi Comunal | 1 800    |
| Inter Escaldes    | Escaldes-Engordany | Otger Canals       | Estadi Comunal | 1 800    |
| FC Rànger's       | Andorre-la-Vieille |                    | Estadi Comunal | 1 800    |
| FS La Massana     | La Massana         |                    | Estadi Comunal | 1 800    |
| FC Ordino         | Ordino             |                    | Estadi Comunal | 1 800    |
| FC Pas de la Case | Le Pas de la Case  |                    | Estadi Comunal | 1 800    |
| Penya Encarnada   | Andorre-la-Vieille |                    | Estadi Comunal | 1 800    |
| FC Santa Coloma   | Andorre-la-Vieille | Alain Molné        | Estadi Comunal | 1 800    |
| UE Santa Coloma   | Andorre-la-Vieille | Boris Antón        | Estadi Comunal | 1 800    |

## Compétition

### Classement
| Rang | Équipe              | Pts | J  | G  | N | P  | Bp | Bc  | Diff |
| ---- | ------------------- | --- | -- | -- | - | -- | -- | --- | ---- |
| 1    | Inter Escaldes C    | 62  | 27 | 18 | 8 | 1  | 84 | 19  | +65  |
| 2    | Atlètic Escaldes    | 55  | 27 | 16 | 7 | 4  | 70 | 25  | +45  |
| 3    | FC Santa Caloma     | 52  | 27 | 16 | 4 | 7  | 42 | 28  | +14  |
| 4    | UE Santa Caloma T S | 49  | 27 | 14 | 7 | 6  | 56 | 24  | +32  |
| 5    | FC Rànger's P       | 48  | 27 | 13 | 9 | 5  | 59 | 20  | +39  |
| 6    | FC Ordino           | 33  | 27 | 9  | 6 | 12 | 32 | 48  | -16  |
| 7    | Penya Encarnada     | 30  | 27 | 9  | 6 | 12 | 32 | 46  | -14  |
| 8    | FC Pas de la Case   | 29  | 27 | 8  | 5 | 14 | 35 | 36  | -1   |
| 9    | CF Esperança        | 7   | 27 | 1  | 4 | 22 | 14 | 92  | -78  |
| 10   | FS La Massana P     | 5   | 27 | 1  | 2 | 24 | 10 | 102 | -92  |

Qualifications européennes
Ligue des champions 2025-2026
- 1er : 1er tour de qualification

Ligue Conférence 2025-2026
- 2e et 3e : 1er tour de qualification

Relégation en Segona Divisió 2025-2026
- 9e : barrages de relégation
- 10e : relégation

Abréviations
- P : Promu de Segona Divisió 2023-2024
- T : Tenant du titre
- C : Vainqueur de la Copa Constitució 2024-2025
- S : Vainqueur de la Supercoupe d'Andorre 2024-2025

### Barrage de promotion-relégation
À la fin de la saison, l'avant-dernier de Primera Divisió affronte la deuxième meilleure équipe de Segona Divisió pour tenter de se maintenir.
| Équipe 1         | Résultat | Équipe 2               | Aller | Retour |
| ---------------- | -------- | ---------------------- | ----- | ------ |
| City Escaldes FC | 0 - 2    | CF Esperança d'Andorra | 0 - 2 | 28 mai |

Légende des couleurs
- Promotion en première division.
- Relégation en deuxième division.

## Bilan de la saison
| Championnat d'Andorre de football 2024-2025 |                                  |
| Champion                                    | Inter Club d'Escaldes (4e titre) |
| Dauphin                                     | Atlètic Club d'Escaldes          |
| Coupes et trophées                          |                                  |
| Vainqueur de la Coupe d'Andorre 2024-2025   | Inter Club d'Escaldes            |
| Vainqueur de la Supercoupe d'Andorre 2024   | UE Santa Caloma                  |
| Qualifications continentales                |                                  |
| Ligue des champions 2025-2026               | Inter Club d'Escaldes            |
| Ligue Conférence 2025-2026                  | Atlètic Club d'Escaldes          |
| Ligue Conférence 2025-2026                  | FC Santa Coloma                  |
| Promotions et relégations                   |                                  |
| Promus en Primera Divisió                   | CE Carroi                        |
| Relégués en Segona Divisió                  | FS La Massana                    |